# Orang Asli

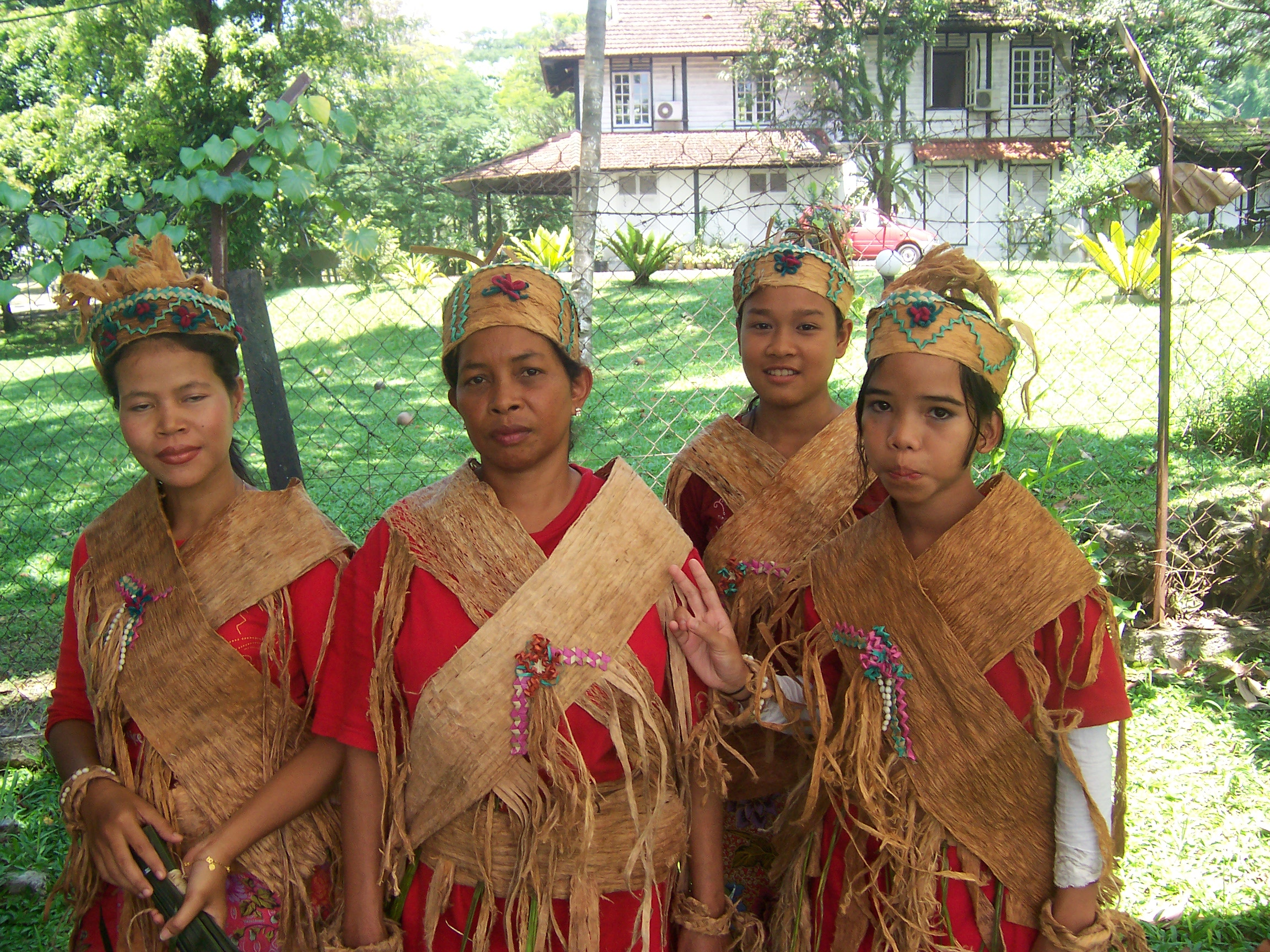
Orang Asli

Orang Asli (doslova „původní lidé“) je název používaný v Malajsii pro obyvatele odlehlého vnitrozemí Malajského poloostrova, kteří tvoří nejstarší vrstvu osídlení země. Jejich počet se odhaduje zhruba na 150 000 (údaj z roku 2003).
Existuje osmnáct kmenů Orang Asli, které se dělí na tři skupiny: Semangové na severu Malajsie, Senoiové v centrální oblasti Cameron Highlands a Protomalajci na jihu. Semangové patří mezi negritské národy a zbývá jich pouze okolo tří tisíc. Semangové a Senoiové žijí podle genetické analýzy na svém území již 42 000 až 63 000 let, kdežto Protomalajci přišli na poloostrov z okolních ostrovů ve třetím tisíciletí př. n. l.
V době Malackého sultanátu byly domorodé vesnice častým terčem nájezdů lovců otroků. V roce 1884 britští kolonizátoři otrokářství zakázali a v roce 1954 byl přijat zákon na ochranu původních obyvatel. Orang Asli také vytvořili vojenskou jednotku Senoi Praaq, která pomáhala malajské vládě v boji proti komunistickým povstalcům. Původní obyvatelé jsou formálně rovni Malajcům a jsou spolu s nimi řazeni do skupiny Bumiputera, která je vládou zvýhodňována oproti přistěhovalcům z Číny a Indie.
Většina Orang Asli však stále žije primitivním kočovným životem, je mezi nimi vysoká negramotnost a nízká délka dožití. Jejich styl života je ohrožován odlesňováním země a často přijímají práci na čajovníkových plantážích nebo v cestovním ruchu: ve městech Gombak a Ayer Keroh bylo zřízeno muzeum domorodé kultury. Původně vyznávali animismus, ale ve 21. století mnoho z nich konvertovalo k islámu nebo křesťanství.